# Sainte-Pazanne
Pour les articles homonymes, voir Sainte Pazanne.
Sainte-Pazanne est une commune de l'Ouest de la France, située dans le département de la Loire-Atlantique, en région Pays de la Loire. Ses habitants s'appellent les Pazennais et les Pazennaises. Elle comptait 7 209 habitants au recensement de 2022.

## Géographie

Situation de la commune de Sainte-Pazanne dans le département de la Loire-Atlantique.

### Situation
La commune fait partie de la Bretagne historique, dans le pays traditionnel du Pays de Retz.
Sainte-Pazanne est située à 28 km au sud-ouest de Nantes et à 15 km de la mer (Pornic, La Bernerie-en-Retz, Les Moutiers-en-Retz, Villeneuve-en-Retz).
Selon le classement établi par l'Insee en 1999, Sainte-Pazanne est une commune urbaine monopolarisée qui fait partie de l'aire urbaine de Nantes et de l'espace urbain de Nantes-Saint-Nazaire (cf. Liste des communes de la Loire-Atlantique). Elle est la seule commune de son unité urbaine.
| Rouans                    | Port-Saint-Père |                                         |
| Saint-Hilaire-de-Chaléons | Sainte-Pazanne  | Saint-Mars-de-Coutais                   |
| Bourgneuf-en-Retz         | Fresnay-en-Retz | Saint-Même-le-Tenu Machecoul-Saint-Même |

### Climat
Pour des articles plus généraux, voir Climat des Pays de la Loire et Climat de la Loire-Atlantique.
En 2010, le climat de la commune est de type climat océanique franc, selon une étude du CNRS s'appuyant sur une série de données couvrant la période 1971-2000. En 2020, Météo-France publie une typologie des climats de la France métropolitaine dans laquelle la commune est exposée à un climat océanique et est dans la région climatique Bretagne orientale et méridionale, Pays nantais, Vendée, caractérisée par une faible pluviométrie en été et une bonne insolation.
Pour la période 1971-2000, la température annuelle moyenne est de 12,3 °C, avec une amplitude thermique annuelle de 13,2 °C. Le cumul annuel moyen de précipitations est de 779 mm, avec 12,4 jours de précipitations en janvier et 6,1 jours en juillet. Pour la période 1991-2020, la température moyenne annuelle observée sur la station météorologique de Météo-France la plus proche, « Saint-Même-le-Tenu », sur la commune de Machecoul-Saint-Même à 12 km à vol d'oiseau, est de 12,7 °C et le cumul annuel moyen de précipitations est de 866,4 mm,. Pour l'avenir, les paramètres climatiques de la commune estimés pour 2050 selon différents scénarios d'émission de gaz à effet de serre sont consultables sur un site dédié publié par Météo-France en novembre 2022.

## Urbanisme

### Typologie
Au 1er janvier 2024, Sainte-Pazanne est catégorisée petite ville, selon la nouvelle grille communale de densité à sept niveaux définie par l'Insee en 2022.
Elle appartient à l'unité urbaine de Sainte-Pazanne, une unité urbaine monocommunale constituant une ville isolée,. Par ailleurs la commune fait partie de l'aire d'attraction de Nantes, dont elle est une commune de la couronne,. Cette aire, qui regroupe 116 communes, est catégorisée dans les aires de 700 000 habitants ou plus (hors Paris),.

### Occupation des sols
L'occupation des sols de la commune, telle qu'elle ressort de la base de données européenne d’occupation biophysique des sols Corine Land Cover (CLC), est marquée par l'importance des territoires agricoles (90,1 % en 2018), en diminution par rapport à 1990 (93,2 %). La répartition détaillée en 2018 est la suivante :
terres arables (52 %), zones agricoles hétérogènes (25 %), prairies (12,2 %), zones urbanisées (6,8 %), forêts (2 %), cultures permanentes (0,8 %), espaces verts artificialisés, non agricoles (0,7 %), mines, décharges et chantiers (0,5 %). L'évolution de l’occupation des sols de la commune et de ses infrastructures peut être observée sur les différentes représentations cartographiques du territoire : la carte de Cassini (XVIIIe siècle), la carte d'état-major (1820-1866) et les cartes ou photos aériennes de l'IGN pour la période actuelle (1950 à aujourd'hui).

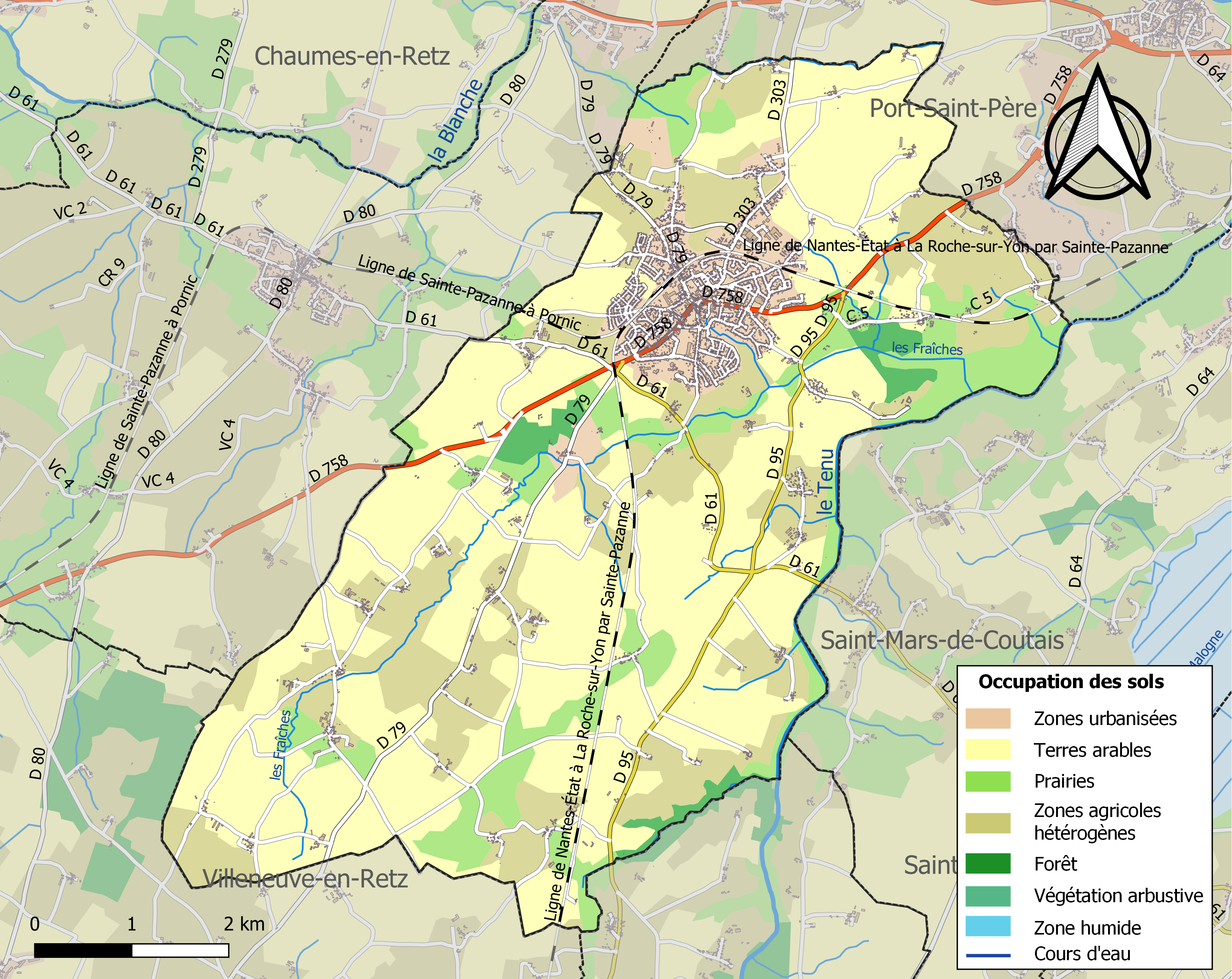
Carte des infrastructures et de l'occupation des sols de la commune en 2018 (CLC).

## Toponymie
Le nom de la localité est attesté sous les formes Sancta Picina en 1287, Seint Pasene en 1362.
Le nom de Sainte-Pazanne vient d'une sainte d'origine espagnole : sainte Pexine et ses nombreuses variantes dont sainte Pazanne.

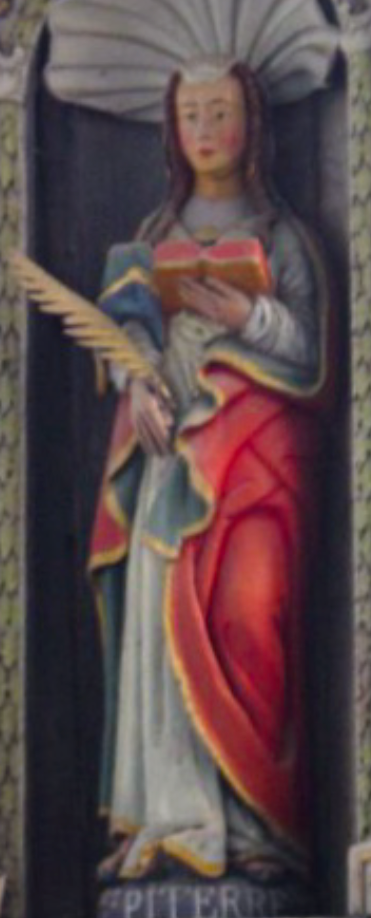
Représentation de sainte Pazanne, ici sous le nom de sainte Piterre dans l'église Sainte-Pitère du Tréhou en Bretagne.

Sainte-Pazanne se trouve dans la zone de transition linguistique entre gallo et poitevin. En gallo, le nom de la commune se prononce comme en français mais peut s'écrire Sainte-Pazane selon l'écriture ABCD ou encore Sintt Pazann selon l'écriture MOGA.
Durant la Révolution, la commune porte le nom de Franchère.
La forme bretonne actuelle proposée par l'Office public de la langue bretonne est Santez-Pezhenn.

## Histoire
La première mention de la paroisse de Sainte-Pazanne remonte à 1284.
Des ruines gallo-romaines ont été découvertes au village du Bois.
Des moines venus de l'abbaye Stavelot-Malmédy (située dans les Ardennes) s'établissent dès le VIIe siècle au bord du Tenu, en un lieu qui prend le nom d'Ardennes et qui aurait été donné par Sigebert III. Ils y fondent un prieuré « le prieuré d'Ardennes ». À noter que le nord de la France a été notamment évangélisé par Remacle, un moine originaire du Sud de la France. Alors que ce dernier dirigeait le monastère de Solignac, près de Limoges, il reçut du roi franc Sigebert III la mission d'évangéliser les Ardennes et fonde alors l'abbaye de Malmédy. Une charte du 20 mai 877 de Louis II le Fainéant confirme la donation faite par Sigebert.
L'un des premiers seigneurs d'Ardennes (en Sainte-Pazanne) est Alain du Croisil. Il y avait une seigneurie qui appartenait, en 1409, à Jean de Tournemine. Elle a appartenu aussi à la famille Menardeau, entre autres à François de Ménardeau, Chevalier, Seigneur de Noes, Goulaine, Beaumon, Ranzay et Sainte-Pazanne (vivant en 1499). Puis à ses descendants, Pierre, Auguste-Pierre et enfin François Ménardeau (vivant en 1619). Durant la Révolution, des maisons ainsi que l'église de Sainte-Pazanne sont brûlées. Une nouvelle église est alors construite et bénie en 1819.
Sainte-Pazanne a été chef-lieu de canton. Le commissaire cantonal était d'abord un nommé Gros (officier de santé de la région de Châteaubriant), remplacé par Nau. Les chouans désignés ont été : Lecouvreur, Guérin, Coussays et de Degonnor. Les Républicains désignés ont été : Renaudin, Jean Bossy, Lucas-Biré. En mars 1793, Louis Boursault, procureur fiscal et notaire du canton, s'était transporté au bourg de Sainte-Pazanne à la tête de 50 rebelles ou Chouans qu'il commandait et enleva 25 patriotes qui ont été immolés à Machecoul. Louis Boursault fut condamné à la peine de mort à Nantes le 22 décembre 1793.
La localité s'est développée au XIXe siècle sous l'impulsion de la famille Ecomard, commerçants, qui a donné quatre maires au village.

## Héraldique
| Blason | Blasonnement : Écartelé d'une croix de sable : au premier, d'argent à une moucheture d'hermine de sable ; aux deuxième et au troisième, d'or à quatre vergettes de gueules ; au quatrième, de gueules à une tour d'argent maçonnée, ajourée et ouverte de sable. Commentaires : La croix de sable est celle du blasonnement du pays de Retz : d'or à la croix de sable, rappelant l'appartenance de Sainte-Pazanne au pays de Retz ; les quatre vergettes de gueules sont des pals d'Aragon, et évoquent Sainte Pexine, vierge éponyme de la ville, qui a fui l'Espagne conquise par les Sarrasins et qui est venue se réfugier dans le diocèse de Poitiers (d'où la tour). La moucheture d'hermine évoque le blasonnement d'hermine plain de la Bretagne, rappelant l'appartenance passée de la ville au duché de Bretagne. Blason conçu par Paul Greslé (délibération municipale du 28 juillet 1946), enregistré le 25 mai 1970. |

## Politique et administration
Sainte-Pazanne appartient à l'arrondissement de Nantes et au canton de Machecoul depuis 2015 (auparavant, elle faisait partie du canton du Pellerin).

## Population et société

### Démographie

#### Évolution démographique
Les données concernant 1793 sont perdues.
L'évolution du nombre d'habitants est connue à travers les recensements de la population effectués dans la commune depuis 1800. Pour les communes de moins de 10 000 habitants, une enquête de recensement portant sur toute la population est réalisée tous les cinq ans, les populations de référence des années intermédiaires étant quant à elles estimées par interpolation ou extrapolation. Pour la commune, le premier recensement exhaustif entrant dans le cadre du nouveau dispositif a été réalisé en 2008.

En 2022, la commune comptait 7 209 habitants, en évolution de +8,26 % par rapport à 2016 (Loire-Atlantique : +6,68 %, France hors Mayotte : +2,11 %).
| 1800  | 1806  | 1821  | 1831  | 1836  | 1841  | 1846  | 1851  | 1856  |
| ----- | ----- | ----- | ----- | ----- | ----- | ----- | ----- | ----- |
| 1 656 | 1 901 | 1 872 | 1 909 | 1 969 | 2 121 | 2 161 | 2 202 | 2 180 |

| 1861  | 1866  | 1872  | 1876  | 1881  | 1886  | 1891  | 1896  | 1901  |
| ----- | ----- | ----- | ----- | ----- | ----- | ----- | ----- | ----- |
| 2 363 | 2 486 | 2 458 | 2 421 | 2 456 | 2 460 | 2 576 | 2 687 | 2 714 |

| 1906  | 1911  | 1921  | 1926  | 1931  | 1936  | 1946  | 1954  | 1962  |
| ----- | ----- | ----- | ----- | ----- | ----- | ----- | ----- | ----- |
| 2 696 | 2 650 | 2 324 | 2 191 | 2 191 | 2 229 | 2 234 | 2 320 | 2 439 |

| 1968  | 1975  | 1982  | 1990  | 1999  | 2006  | 2008  | 2013  | 2018  |
| ----- | ----- | ----- | ----- | ----- | ----- | ----- | ----- | ----- |
| 2 527 | 2 645 | 2 940 | 3 159 | 3 448 | 4 758 | 5 133 | 6 074 | 6 889 |

| 2022  | - | - | - | - | - | - | - | - |
| ----- | - | - | - | - | - | - | - | - |
| 7 209 | - | - | - | - | - | - | - | - |

#### Pyramide des âges
La population de la commune est relativement jeune.
En 2018, le taux de personnes d'un âge inférieur à 30 ans s'élève à 39,8 %, soit au-dessus de la moyenne départementale (37,3 %). À l'inverse, le taux de personnes d'âge supérieur à 60 ans est de 18,3 % la même année, alors qu'il est de 23,8 % au niveau départemental.
En 2018, la commune comptait 3 354 hommes pour 3 535 femmes, soit un taux de 51,31 % de femmes, légèrement inférieur au taux départemental (51,42 %).
Les pyramides des âges de la commune et du département s'établissent comme suit.
| Hommes | Classe d’âge | Femmes |
| ------ | ------------ | ------ |
| 0,4    | 90 ou +      | 1,2    |
| 4,7    | 75-89 ans    | 6,9    |
| 10,9   | 60-74 ans    | 12,4   |
| 19,4   | 45-59 ans    | 18,2   |
| 23,1   | 30-44 ans    | 23,1   |
| 14,7   | 15-29 ans    | 15,1   |
| 26,8   | 0-14 ans     | 23,1   |

| Hommes | Classe d’âge | Femmes |
| ------ | ------------ | ------ |
| 0,6    | 90 ou +      | 1,8    |
| 6      | 75-89 ans    | 8,6    |
| 15,1   | 60-74 ans    | 16,4   |
| 19,4   | 45-59 ans    | 18,8   |
| 20,1   | 30-44 ans    | 19,3   |
| 19,2   | 15-29 ans    | 17,4   |
| 19,5   | 0-14 ans     | 17,6   |

## Vie locale

### Enseignement
La commune dispose d'un collège public (Collège Olympes de Gouges), ouvert en septembre 2008 et construit selon les principes de la haute qualité environnementale, et d'un collège privé (Collège du Sacré-Cœur). Elle compte également une école primaire publique (École Maurice Pigeon) et une école primaire privée (École Notre-Dame de Lourdes).
Il y a également une école municipale de musique, le centre musical Henri-Pineau.

### Culture
La bibliothèque municipale se nomme « À Livre Ouvert ».
Depuis 1933, deux cent vingt bénévoles de la commune produisent une fresque théâtrale intitulée Le Christ Roi, écrite en 1930. Plus de 730 représentations ont déjà eu lieu.

## Lieux et monuments
- Dolmen de la Salle aux Fées, situé au lieu-dit « Le port Faissant ». C’est un monument historique classé depuis 1889[29].
- L’Église Sainte Pecinne, construite entre 1877 et 1898 par les architectes René Ménard (1877-1881), puis Langarcy et Émile Libaudière (1895-1898). Cette église est la plus haute église du pays de Retz avec un clocher de 67 mètres de haut. Elle a été édifiée en remplacement du sanctuaire construit en 1819 (l'architecte de cet ancien édifice était le célèbre nantais Jean-Baptiste Ceineray)[30]. Le chœur, le transept et les trois travées de la nef sont édifiés entre 1878 et 1881. La dernière travée de la nef et le clocher sont édifiés entre 1895 et 1898. Le porche date de 1898 : au-dessus de la porte se trouvent deux bas-reliefs représentant le Seigneur, les disciples d'Emmaüs et la dernière Cène. De part et d'autre de la porte, on peut voir les statues de saint Augustin, saint Julien, saint Louis, saint Henri, saint Léon et saint Félix. C’est un monument historique inscrit par arrêté du 5 octobre 2007[31].
- Chapelle funéraire Notre-Dame-des-Ecomard, au cimetière, la première chapelle a été construite en 1874, par Hyppolite père, Victor père et Théodore Ecomard, mais devenue trop petite, elle est rasée et reconstruite en 1891 par la famille Ecomard, restaurée en 2010 pour ses 120 ans en 2011, sous la direction de Thomas Courtois-Rèpaci, descendant des Ecomard.

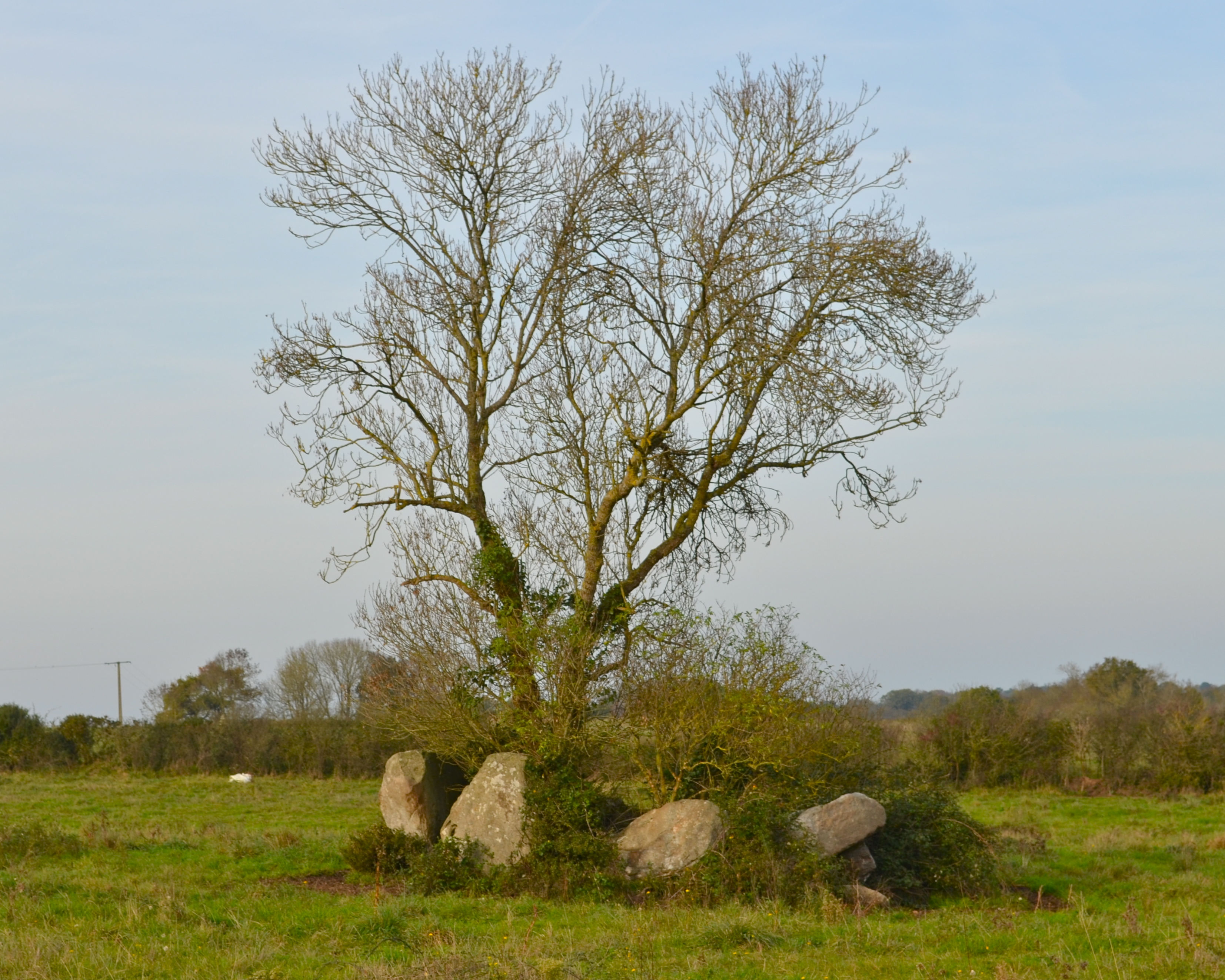
Dolmen de la Salle aux Fées.
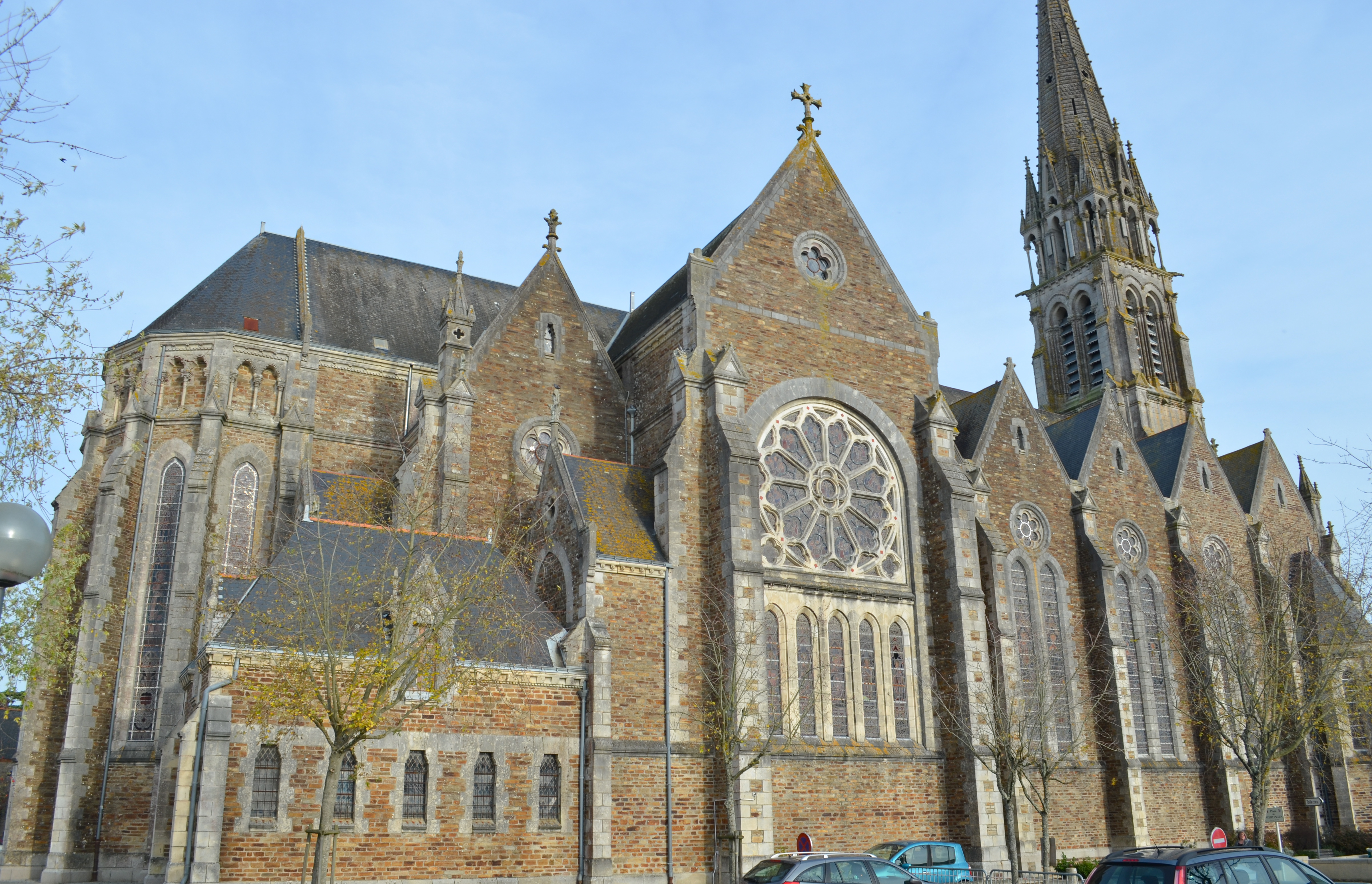
Église Sainte Pecinne.
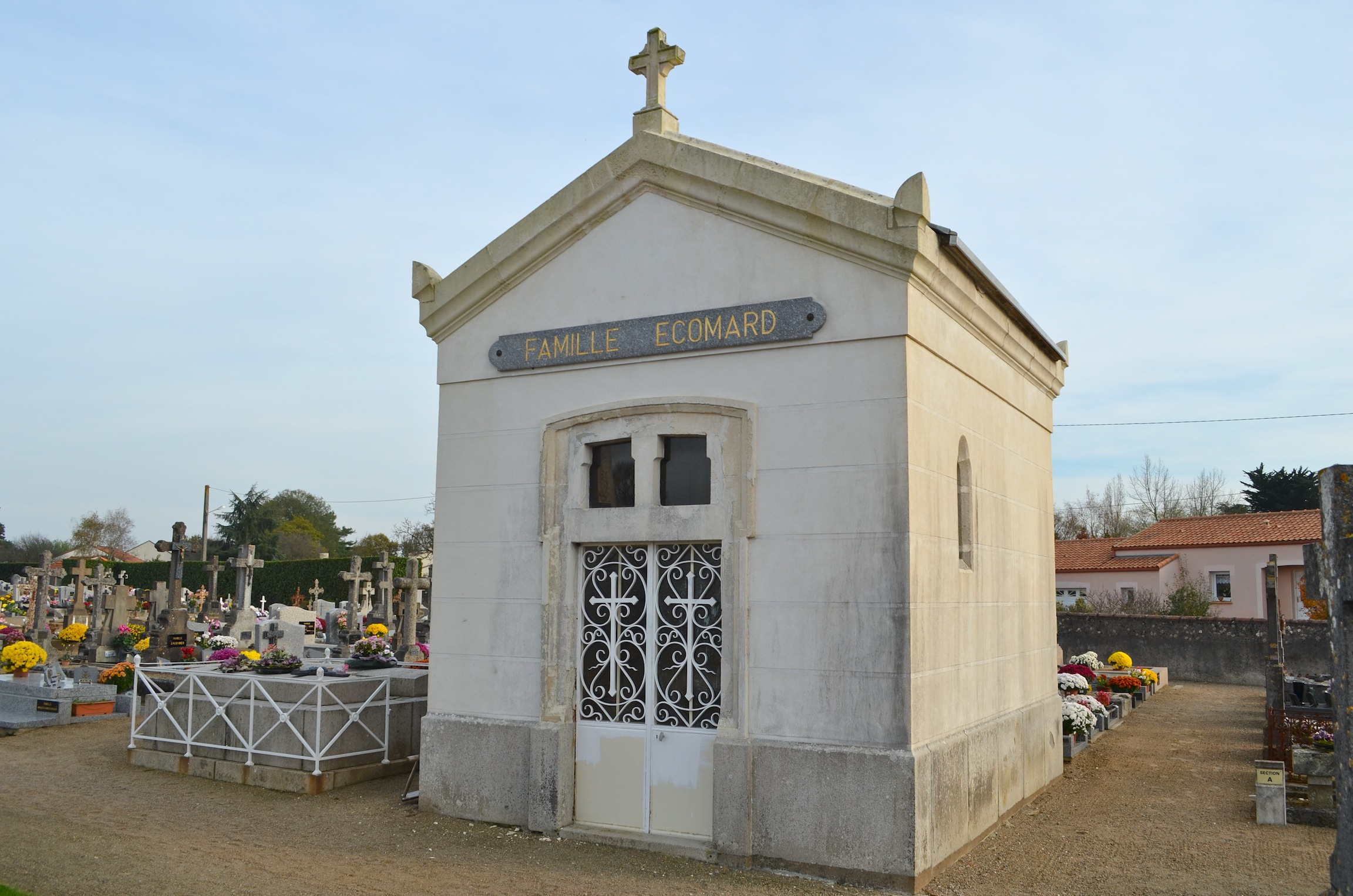
Chapelle funéraire Notre Dame des Ecomard.

- Le château de la Durasserie qui longe la rivière du Tenu est une ancienne abbaye du XIIe siècle. L'abbaye sera transformée en seigneurie vers le XVIe siècle. Elle devient la propriété... qui ont construit le château au XVIIe siècle, puis à la famille du Camboult de Coislin qui restaure les communs au XVIIIe siècle. Détruit en partie pendant la guerre de Vendée, il est acheté par la famille Chancerel en 1811 qui le restaure et y construit une ferme à l'époque du Premier Empire. Les Chancerel le vendent en 1913 à la famille Ecomard (Joseph), qui le restaure entièrement, et achètera des terres avoisinantes pour constituer une propriété de 95 hectares d'un seul tenant, séparée en deux par la rivière du Tenu, 47 hectares sur Sainte-Pazanne sur la Durracerrie et Port-faissant, et 48 sur Saint Mars de Coutais avec la Vannerie.

Le château sera vendu, sans les terres, par Marie-Antoinette Courtois, petite fille de Joseph Ecomard en 1965 à monsieur Chartier, qui le cèdera en 1984 à la famille Bretiniere, qui le restaurera entièrement.
- Le château du Moulin Henriet est très ancien, il est la propriété de la famille Charette de Bois-Foucaut depuis le XVIe siècle. Incendié durant les guerres de Vendée, il a été reconstruit sous le Premier Empire. Ses communs sont de style clissonnais. Le château fut agrandi entre 1895 et 1905.
- Le château de la Favrie (XVIIIe siècle).
- Le château de l'Ennerie (XVIIIe siècle) a été construit par la famille Charette de Bois-Foucaud qui a donné trois maires à Sainte-Pazanne.
- La maison de l'auditoire du XVIIIe siècle (tribunal de l'Ancien Régime) a été très endommagée durant la guerre de Vendée. La famille Horans de la Souchais l'a acquise en tant que bien national et l'a revendue à Théodore Ecomard (maire de Sainte-Pazanne de 1880 à 1886). Celui-ci transformera l'auditoire en un manoir en 1864.
- Le château d'Ardennes (1763-1764). Propriété de la famille Colas de Malmusse (alliée aux Le Meilleur des Marais, aux Ballan, aux Chancerel, aux Jogues) qui fait édifier le château actuel. Les Colas acquirent cette « terre noble » des Barrin de La Galissonnière et des Biré de Bouaye, qui avaient à Ardennes, garennes et colombier. La juridiction était régie par les familles Léauté des Mellerais, Gigault, Courant, Coussays, Magouet de Bouée, Orhant de La Souchais, Cormier, Letourneux, etc. tous notaires ou hommes de lois, et qui seront avec les Ecomard, Meignen, Nau, Plaintive, etc., rédacteurs du Cahier de Doléances de Sainte-Pazanne. Ce domaine est vendu ensuite aux Guillet de La Brosse. Jules Guillet de La Brosse est nommé maire de Sainte-Pazanne, après le marquis de Charette en 1878, et a su sauvegarder de belles statues en bois de la vieille église, lesquelles ornent le hall des Ardennes. Le colonel Deslondes, aide-de-camp du général Moulin, occupa Ardennes avec le 8e bataillon de Paris. La mairie de Sainte-Pazanne appelée alors La Franchère, lui délivra un certificat le 8 thermidor 1794, attestant qu'il avait rétabli l'ordre.
- Le manoir de la Souchais du XVIIIe siècle qui appartenait au notaire de Sainte-Pazanne, maître Horans de la Souchais, est brûlé sous la Révolution. Le manoir en ruine sera vendu à la famille Ecomard. Charles Ecomard l'achète en 1835 et le fait reconstruire entièrement, puis son fils Charles Ecomard en hérite, puis le transmet à son fils Charles III Ecomard, qui le vend en 1879 à son oncle Victor père (maire de 1886 à 1892), celui-ci le donne à son fils Victor comme dot de mariage en 1882. Son fils Victor (maire de 1892 à 1910) l'agrandit vers 1890. Ce manoir est devenu Fondation Victor Ecomard, maison de retraite de la commune.
- Le manoir de la Plauderie du XVIIIe siècle a été très endommagé durant la guerre de Vendée. Il fut reconstruit par les Charette de Bois-foucaud. Ils le vendirent à la famille Ecomard qui le reconstruisit vers 1860.
- Le manoir des Glycinnes fut construit en 1860 pour le médecin de Sainte-Pazanne, qui le revendit tout de suite à Hyppolite Ecomard, celui-ci le fit agrandir en 1908. Ses descendants agrandissent le parc en 1990 en rachetant la propriété voisine de la famille Doucet.
- Le manoir Sainte Anne a été construit vers 1890 pour une famille bourgeoise du village.
- Le manoir de la Butte fut construit en 1875 par le curé Alexandre Ecomard. Il devint ensuite la pharmacie en 1903, à la suite de l'acquisition de cette demeure par son cousin, le docteur Boudet.
- Le manoir de My-Cot fut construit par Hypollite fils Ecomard et le château du Vigneau fut construit par Joseph Ecomard, sur les plans de l'architecte nantais Paul Devorsine au début du XXe siècle.
- Gare de Sainte-Pazanne sur la ligne de Nantes-État à La Roche-sur-Yon par Sainte-Pazanne, elle est aussi l'une des têtes de la ligne en direction de Pornic.

## Personnalités liées à la commune
- La famille Écomard
- Gabriella Rèpaci Courtois, épouse de Louis Courtois, propriétaire du château du Vigneau, fils de Marie-Joseph Ecomard.
- Émile Boutin (1919-2013). Grossiste puis libraire, il fut l'un des fondateurs de la Société des Historiens du Pays de Retz.

## Cancers pédiatriques
Le nombre de cancers d'enfants est statistiquement élevé dans la commune, pour une raison inconnue,,. Vingt-quatre enfants vivant aux alentours de Sainte-Pazanne, ont développé un cancer. Cinq sont morts,. Le collectif Stop aux cancers de nos enfants fait analyser les cheveux d'une vingtaine d'enfants, « certains en bonne santé, d'autres atteints d'un cancer et d'autres décédés ». Le 30 septembre 2019, le collectif révèle que cette analyse toxicologique a permis d'établir « une chronicité des polluants ». Elle fait ressortir la présence d'« un nombre très important de polluants organiques (pesticides, perturbateurs endocriniens) » dans les cheveux des enfants. Parallèlement, une étude épidémiologique est réalisée à partir d'un questionnaire de Santé publique France. Les résultats en seront connus le 29 novembre.
Dans une tribune au Monde, la députée Modem Sandrine Josso dénonce l'absence d'études sur les causes de ces cancers malgré les alertes répétées depuis plusieurs années.

## Pollution des sols
La base de données BASOL du Ministère de la transition écologique et solidaire recense deux sites pollués à Sainte-Pazanne ayant nécessité une action des pouvoirs publics à titre préventif ou curatif. Le site de LEDUC (Bazouin), et le site de GSM LA COCHE (ex RCB) dont le suivi se poursuit actuellement.
En 2008, à l’arrêt du site de LEDUC, le constat suivant est émis : « Une caractérisation initiale de la pollution du site a été transmise par l'exploitant en novembre 2006. Elle faisait état de la présence d'hydrocarbures, de pesticides, d'HAP (benzo(a)pyrène) et de benzène dans les eaux souterraines à des teneurs pouvant dépasser de plus de 20 000 fois la limite de qualité des eaux destinées à la consommation humaine. »
En 2009, après assainissement du site de LEDUC : « Une étude de fin de chantier a été fournie en novembre 2009 montrant une baisse des concentrations en pesticides dans l'eau présente en fond d'excavation (lindane en particulier). Cependant elle dépassait encore 1 000 fois la limite de qualité des eaux destinées à la consommation humaine et 34 000 fois ce seuil pour les hydrocarbures éventuellement due à la présence des engins de chantiers. De plus, un reliquat de pollution (lindane notamment) est resté présent dans le sol du chemin communal. ».
Depuis, « Une étude réalisée le 3 décembre 2010 a montré une absence de pesticides organochlorés au niveau des eaux du plan d'eau mitoyen au site. Les études réalisées en décembre 2011 et mai 2012 ont montré l'absence d'impact, en hautes eaux et basses eaux, pour tous les paramètres analytiques recherchés au niveau des trois puits profonds situés en aval hydrogéologique du site et dans les eaux souterraines. »
La zone a été transformée en quartiers résidentiels.

## Jumelages
La ville est jumelée avec deux autres localités européennes :
- Mertingen (Allemagne), commune de Bavière, depuis 1976 ;
- Harrold (Bedforshire) (Royaume-Uni), paroisse civile et ward du Bedfordshire, depuis 1994[43].